# Leptochiton algesirensis
Leptochiton algesirensis är en blötdjursart som först beskrevs av Capellini 1859.  Leptochiton algesirensis ingår i släktet Leptochiton och familjen Leptochitonidae. Inga underarter finns listade i Catalogue of Life.